# KIC
KIC (Kulturno informativni centar) sa sjedištem u Preradovićevoj ulici 5 u Zagrebu, Hrvatska, osnovan je 1964. godine pod nazivnom Centar za kulturu i informacije Zagreb, a pod današnjim nazivom djeluje od 1984. godine.

## Djelatnost i povijest
Djelatnosti KIC-a su tribine, izložbe, film i izdavaštvo. Pri samom osnutku centra ustanovljeni su: informativno-politički program, program za književnost, likovnu umjetnost i opću kulturu, filmski program, glazbeni program te čitaonica stranog tiska i periodike iz područja kulture. 
Program tribina danas zamišljen je kao odraz svojevrsnog duha vremena i kao jedna točka sinergije i okupljanja zainteresiranih oko raznolikih ideja i projekata. Široj i raznolikoj publici nastoji se ponuditi sva raznolikost kulturne i društvene scene.  
Od 1969. djeluje Galerija Forum (Teslina 16). Galeriju su utemeljili ugledni hrvatski umjetnici: Edo Murtić, Frano Šimunović, Zlatko Prica, Kosta Angeli Radovani, Oton Postružnik, Ferdinand Kulmer i drugi. Galerija Forum profilirala je svoj program na vrhunskim likovnim i estetskim vrijednostima, i njezino je djelovanje bilo od izvanrednoga značaja u hrvatskoj sredini. Upravo na tim vrijednostima koje su već postale i zaštitnim znakom Galerije koja je u minulim desetljećima jasno izgradila svoj izlagački program, 2001. godine utemeljena je i Nagrada Galerije Forum koja se svake godine dodjeljuje likovnom stvaraocu za uspješno realiziranu samostalnu izložbu. Tom se Nagradom također želi promicati one likovne vrijednosti koje Galerija koncepcijski i provodi u svojemu prostoru.
Potkraj 1970-ih godina 20. st., na poticaj umjetnika okupljenih oko galerije, osnovan je Studio Galerije Forum (Preradovićeva 5), namijenjen promoviranju mladih umjetnika koji su se bavili fotografijom, arhitekturom, i ostalim likovnim disciplinama. Posljednja izložba u Studiju Galerije Forum održana je 1993., nakon čega on prestaje postojati kao samostalan galerijski prostor. 
Izložbe su se održavale i dalje (s naglaskom na fotografske), a od 2001. u tom prostoru započinje djelovati Fotogalerija KIC klub. Čitaonica je prestala s radom 1987.,a na početku 1990-ih ugasile su se i glazbene slušaonice. 
Fotografički atelier za potrebe centra djelovao je do 1995. godine. 
Početkom 1990-ih u dvorani KIC-a počeli su se redovito prikazivati filmovi: Kino Hollywood djelovalo je u KIC-u od 1993. do 1998., a 2000. s radom je započelo KIC art kino. Repertoar kina orijentiran je na neameričku filmsku proizvodnju, nekomercijalne, dokumentarne i animirane filmove, filmove pojedinih autora i kinotečne filmove. U sklopu kina organiziraju se gostovanja filmskih umjetnika iz zemlje i inozemstva.
U KIC-u se od 2000. nalazi Internetski centar.
U 2007. godini KIC je krenuo i s izdavaštvom te iz tiska izlazi kapitalni Rječnik Simbola Jeana Chevaliera i Alaina Gheerbranta, novo i prošireno peto izdanje, kao i deset naslova iz legendarne i svjetski popularne francuske džepne biblioteke Que sais -je? (Što znam?).

## Vanjske poveznice
- web stranice KIC-a